# Баранинська сільська рада
| Баранинська сільська рада — колишній орган місцевого самоврядування у Ужгородському районі Закарпатської області з адміністративним центром у с. Баранинці. Сільській раді були підпорядковані населені пункти: - с. Баранинці - с. Барвінок - с. Довге Поле - с. Підгорб |

## Склад ради
Рада складалася з 24 депутатів та голови.

## Керівний склад сільської ради
| ПІБ                   | Основні відомості                                                 | Дата обрання | Дата звільнення |
| --------------------- | ----------------------------------------------------------------- | ------------ | --------------- |
| Чучка Павло Павлович  | Сільський голова, 1955 року народження, освіта, безпартійний      | 26.03.2006   | 25.01.2007      |
| Марусяк Юрій Іванович | Сільський голова, 1980 року народження, освіта вища, безпартійний | 31.10.2010   |                 |

Примітка: таблиця складена за даними джерела